# Tanat Wongsuparak
Tanat Wongsuparak (tiếng Thái: ธนัตถ์ วงศ์ศุภลักษณ์; sinh ngày 19 tháng 2 năm 1985) là một cầu thủ bóng đá từ Thái Lan. Hiện tại anh thi đấu cho Thai Honda ở Thai League 2.
Anh thi đấu cho Krung Thai Bank FC (sau đó là Bangkok Glass) ở vòng bảng Giải vô địch bóng đá các câu lạc bộ châu Á 2008.